# La canción del olvido
La canción del olvido es una zarzuela, denominada comedia lírica, en un acto, dividido en cuatro cuadros. Con libreto de Federico Romero Sarachaga y Guillermo Fernández-Shaw Iturralde y música del maestro José Serrano, se estrenó con gran éxito en el Teatro Lírico de Valencia el 17 de noviembre de 1916 y en el Teatro de la Zarzuela de Madrid el 1 de marzo de 1918.

## Comentario
Los nuevos gustos madrileños de principios del siglo XX habían ido desplazado las obras de corte sainetesco y popular, para dar paso a nuevos espectáculos como la opereta, la revista y las variedades.
El libreto es una trama sencilla, bien llevada, en la que se representan todas las características del género de la opereta, recreando ambientes de corte romántico, con escenas de gran lirismo. Esta fue la primera obra del afamado dúo de libretistas Federico Romero Sarachaga y Guillermo Fernández Shaw-Iturralde; Se aprecian las bases de su teatro, al crear tramas sólidas, personajes bien dibujados, acompañados de una versificación elegante e inspirada.
En el apartado musical, José Serrano demuestra su notable vena melódica, a la vez que refinamiento orquestal, con páginas de gran vuelo lírico como La canción del olvido, u otras de gran sabor popular como Soldado de Nápoles, formando parte de los repertorios de muchos cantantes.

## Argumento

### Acto único
La acción transcurre en la ciudad imaginaria de Sorrentinos, en Nápoles, sobre el año de 1799.

#### Cuadro primero
En una plaza se alza la Hostería del Ganso, donde vive la princesa Rosina con su fiel criada. A ella llega un músico ambulante llamado Toribio. Comenta con el hostelero sobre la cortesana Flora, que trae loco al capitán Leonello, un apuesto militar. Llega la Princesa con su criada y entran en la posada; Una vez en su aposento, ambas comentan los amoríos del capitán. 
Leonello hace acto de presencia con sus compañeros y comenta su plan de seducir a la cortesana Flora, e incluirla dentro de su lista de conquistas amorosas. Rosina ha escuchado todo detrás de la ventana de su cuarto y decide urdir un plan para poder conseguir su amor. Leonello, avisa a Toribio para que cante una serenata a Flora; cuando se dispone a cantar, Rosina lo hace desde la celosía de su ventana, quedando Leonello fascinado por la voz e intrigado por quien la canta. 
Rosina Llama a Toribio y le propone lo siguiente, él se convertirá en su marido y tratará de seducir a Flora, ella le acompañará disfrazada de paje, ayudándole en todo lo que pueda.

#### Cuadro segundo

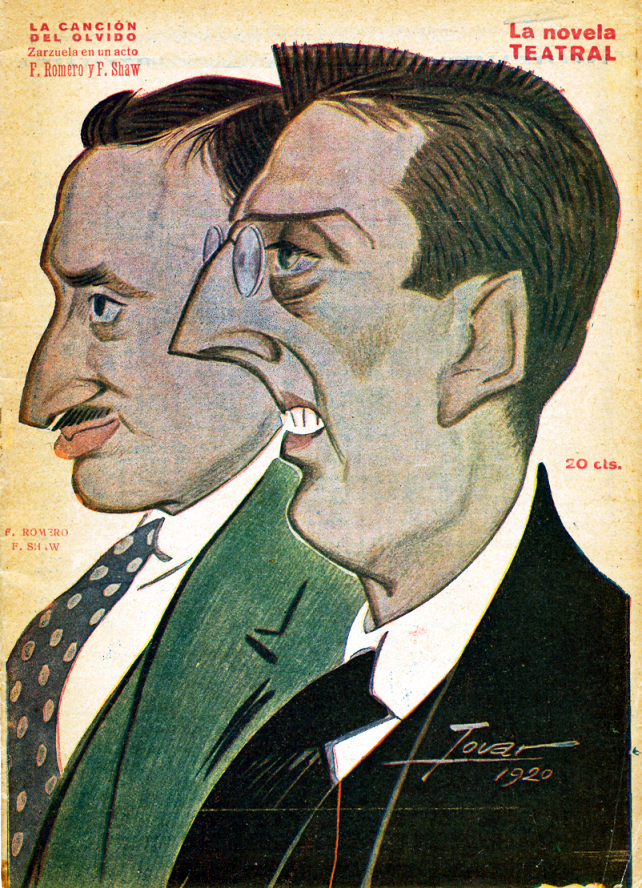
Edición del libreto de la zarzuela para La Novela Teatral (1920) con la caricatura de Romero y Fernández Shaw

En una calle se alza el palacio de Flora. Toribio se ha citado con Rosina para llevar a cabo su plan. Aparece Leonello y lo desafía, quedando el resultado en tablas. Rosina, disfrazada de paje se dispone a darle la serenata a Flora; ésta aparece en la ventana preguntando por el trovador. Rosina explica sus motivos y presenta a Toribio como un gran príncipe. Flora cae rendida al encanto y lo hace entrar en su palacio. 
Llega Leonello con su rondalla y se extraña de ver que no sale a su encanto; interroga a Rosina, la cual aprovecha para contarle todo y proponerle una venganza, debe de ir al Palacio Marinelli, donde está la esposa de su amo y seducirla. Al marcharse Leonello, aparece Toribio bruscamente expulsado del palacio, Rosina sonríe contenta de que su plan esté surtiendo efecto.

#### Cuadro tercero
En un pequeño gabinete del palacio, Rosina reza una plegaria ante una Virgen. Por el jardín entra Leonello y se arrodilla ante sus pies para buscar su amor. Ella burlonamente lo rechaza pero Leonello insiste, y le declara toda su pasión. Rosina, en vista de su acto, decide proponerle una cita en jardín del Palacio Marinelli, donde deberá demostrar si ese afecto es verdadero. Leonello marcha por el jardín, mientras Rosina canta burlonamente la canción del Olvido. Leonello queda desconcertado ante la voz, reconociendo la que oyó en la hostería y suplica que cante de nuevo. Al no recibir respuesa, marcha lentamente por el jardín.

#### Cuadro cuarto
En el jardín del Palacio Marinelli se celebra una pequeña fiesta. Toribio hace en ella gala de sus habilidades como cuentista, diviertiendo a todos los invitados. Leonello llega abatido y comenta a sus amigos el amor que siente por la princesa Rosina, la cual le ha hecho olvidar a Flora. Al quedar solo, ve a Toribio y aprovecha para retarlo a un duelo; cuando llega el momento, este sale corriendo. Rosina, habla con Leonello, sin poder reprimir su risa. Él se siente desconcertado por sus burlas; Rosina le descubre la sinceridad de sus palabras y decide revelarle la verdad. Leonello, recobra su alegría y bendice la Canción del Olvido que le ha traído la dicha de un amor verdadero. La obra acaba con la felicidad de Rosina y Leonello.

## Números musicales
- Acto único[4]
  - Preludio

- Cuadro primero
  - Canción de Leonello: "Junto al puente de la peña"
  - Canción del Olvido: "Marinela, Marinela"
  - Bis de Rosina: "Marinela Marinela"

- Cuadro segundo
  - Tenor y Coro general: "Ya la ronda viene aquí"
  - Canción de Rosina: "Canta trovador"
  - Tenor y Coro de soldados: "Soldado de Nápoles"
  - Bis, Tenor y Rondalla: "Hermosa Napolitana"

- Cuadro tercero
  - Rosina, Leonello y coro dentro: "Virgen Santa"
  - Interludio Orquestal

- Cuadro cuarto
  - Final: "¿Pero Capitán, que vais a hacer?"

## Anécdotas
De esta obra existen muchas anécdotas sobre su gestación y fortuna:
- Como antes se indicó, ésta fue la primera obra de Federico Romero y Guillermo Fernández Shaw. La habían presentado a varios compositores sin haber logrado respuesta de ninguno de ellos. Al llegar a casa de José Serrano, llamaron y la doncella les respondió que no se hallaba en casa; al dejar el manuscrito, Guillermo recalcó que lo dejaban "Federico Romero y Guillermo Fernández-Shaw", utilizó el segundo apellido de su padre Shaw, en realidad su verdadero segundo apellido era Iturralde. Al llegar a la mitad de la escalera, la doncella los llamó, que el compositor quería verlos. José Serrano, al ver el apellido de Shaw, el cual tenía mucho renombre en los ambientes teatrales de Madrid, los llamó inmediatamente y accedió a musicar la obra.

- En un principio la obra se iba a llamar "El Príncipe errante" pero al parecerle un título poco afortunado, el compositor sugirió llamarla, la "Canción del Olvido", con el cual quedó definitivamente bautizada.

- Con respecto al estreno, fue larga su gestación, más de cuatro años, ya que el manuscrito del libreto fue entregado en 1912. José Serrano había tenido unas diferencias con la Sociedad General de Autores, y se había dado de baja en 1915. Al intentar estrenar la obra en el Teatro Apolo de Madrid, estaba bajo la amenaza de dicha sociedad. Volvió a Valencia y con ayuda de José Mellado, alquilaron el Cine Trianon, al cual convirtieron en Teatro Lírico, y formaron compañía, donde estrenaron la obra con clamoroso éxito.

- Con el coro de "soldado de Nápoles" existe una cosa muy pintoresca. Al igual que pasó con la célebre romanza de Rigoletto, "La donna e mobile", José Serrano ensayo esta parte fuera de las horas de tablilla de ensayo y a puerta cerrada, prohibiendo a sus músicos revelar la más mínima nota o dato antes del estreno, siendo esta una total sorpresa para el auditorio el día del estreno, y siendo el número más célebre de esta obra.

- Al ir de gira por provincias, se dio el caso que al llegar a una de las provincias del norte de España, se vieron con el problema de no encontrar ninguna rondalla para el "Soldado de Nápoles", por lo que a último remedio decidieron ensayarla con varios músicos ciegos que lograron encontrar. El efecto durante los ensayos era desastroso, puesto que los ciegos no evolucionaban igual por el escenario, desviándose en todas las direcciones. Al final, José Serrano llamó a una rondalla valenciana y la hizo traer expresamente para poder estrenarla allí, provocando un éxito clamoroso.

- El estreno de la obra en Madrid en 1918 coincidió con la primera ola de la epidemia de gripe (la llamada 'gripe española'). Federico Romero, uno de los libretistas, comentó acerca de la obra: "soportó heroicamente la terrible epidemia de gripe apodada 'el soldado de Nápoles' porque esta serenata era tan pegadiza como la enfermedad, aunque menos mortífera." [5] Esta conexión metafórica entre el soldado de Nápoles y la 'gripe española' será muy extendida en la cobertura de prensa española durante la epidemia, sirviendo el apodo como clave para referirse al virus patógeno.[6]

## Adaptación al cine
Fue dirigida en 1969 por Juan de Orduña, y contó con la dirección musical de Federico Moreno Torroba y con el siguiente reparto:
| Personaje         | Intérpretes        | Intérpretes           |
| Personaje         | Actor / Actriz     | Cantante              |
| Capitán Leonello  | Juan Luis Galiardo | Vicente Sardinero     |
| Rosina            | María cuadra       | Josefina Cubeiro      |
| Flora             | Rosanna Yanni      | Dolores Pérez Cayuela |
| Paolo             | David Areu         |                       |
| Lombardi          | Luis Frutos        | Francisco Saura       |
| Casilda           | Luchy Soto         |                       |
| Posadero          | José Sacristán     |                       |
| Toribio Clarineti | Antonio Martelo    |                       |
| Pietro            | Carlos Tamares     |                       |